# オーマイゴッド!!だね
「オーマイゴッド!!だね」は、西田ひかるの通算10枚目のシングル。1990年11月7日発売。発売元はポニーキャニオン。

## 解説
表題曲はARAX「ノーシンホワイト」のコマーシャルソングとして使用された。

## 収録曲
| 全作詞: 秋元康、全作曲: 馬飼野康二、全編曲: 米光亮。 |                                      |        |            |      |
| #                                                    | タイトル                             | 作詞   | 作曲・編曲 | 時間 |
| 1.                                                   | 「オーマイゴッド!!だね」             | 秋元康 | 馬飼野康二 | 4:24 |
| 2.                                                   | 「思い出のセントエルモスファイヤー」 | 秋元康 | 馬飼野康二 | 4:34 |
| 合計時間:                                            | 合計時間:                            | 8:58   |            |      |

## 収録アルバム
オーマイゴッド!!だね
- 『ときめきのプロローグ』
- 『VERY BEST OF HIKARU〜Theme Song, CF Song Collection〜』
- 『MYこれ!クション 西田ひかるBEST』
- 『西田ひかる SINGLESコンプリート』
- 『Myこれ!Lite 西田ひかる』
- 『Hippie Happy Groove!! HIKARU NISHIDA LIVE '97』（ライヴ・バージョン）

思い出のセントエルモスファイヤー
- 『ときめきのプロローグ』